# Chea Sim
Chea Sim (ur. 15 listopada 1932, zm. 8 czerwca 2015) – polityk kambodżański. Pełnił funkcję przewodniczącego Zgromadzenia Narodowego Kambodży (1981-1998), przewodniczącego Senatu (od 1999 do śmierci), prezydenta Kambodżańskiej Partii Ludowej od 1991. Od 6 kwietnia 1992 do 14 czerwca 1993 był tymczasową głową państwa w okresie przejścia Kambodży w stronę monarchii konstytucyjnej. W późniejszym okresie kilkakrotnie przez krótki okres (1993, 1994, 1995 i 2004) pełnił funkcję głowy państwa – po raz ostatni przez tydzień po abdykacji króla Norodoma Sihanouka.